# Arthur Cayley
Arthur Cayley (Richmond upon Thames, 16 augustus 1821 – Cambridge, 26 januari 1895) was een
Britse wiskundige. Hij stond mede aan de wieg van de moderne Britse school van de zuivere wiskunde.
Als kind reeds hield Cayley ervan moeilijke wiskundige problemen voor zijn plezier op te lossen. Hij begon zijn universitaire studie op achttienjarige leeftijd op het Trinity College in Cambridge en blonk daar in talen uit, in Grieks, Frans, Duits en Italiaans, maar ook in wiskunde.

## Professioneel leven
Cayley was gedurende 14 jaar actief als advocaat, maar publiceerde tegelijk zo'n 250 wetenschappelijke artikelen over wiskunde. Hij werd daarna aan de Universiteit van Cambridge aangesteld in een leerstoel als Sadleirian Professor en schreef daar nog zo'n 650 publicaties. 
Cayley introduceerde de matrixvermenigvuldiging en bewees de stelling van Cayley-Hamilton dat iedere matrix de oplossing is van zijn eigen karakteristieke polynoom. Cayley was ook de eerste die het concept van een groep op een moderne manier beschreef als een verzameling met een binaire operatie die aan een aantal regels moet voldoen. Hij kreeg in 1882 de Copley Medal.

## Naar Cayley genoemd
- Cayleylijn
- Cayley-tabel
- Muizenval van Cayley
- Stelling van Cayley
- Stelling van Cayley-Hamilton

## Websites
- (en)  I Kleiner. A history of abstract algebra, 2007. hoofdstuk 8.1. blz 113-119 ISBN 978-0-8176-4684-4